# Кларк, Мелинда
Мелинда Кларк, также известная как Минди Кларк (англ. Melinda Clarke; род. 24 апреля 1969, Дейна-Пойнт, Калифорния) — американская актриса, наиболее известная своим ролями злодеек на телевидении.

## Ранние годы
Кларк родилась в Дэйна Пойнт, Калифорния в семье балерины и актёра Джона Кларка. Одна из сестер Кларк, Хайди, умерла в 1994 году от злокачественной опухоли сердца. У неё есть также брат, Джошуа. Кларк имеет английское, шведское, ирландское, немецкое, шотландское, французское и голландское происхождение. В 1987 году она уехала в Лос-Анджелес, где начала карьеру фотомодели.

## Карьера
Кларк наиболее известна благодаря своим Фэйт Тейлор в дневной мыльной опере NBC «Дни нашей жизни» (1989—1990), Джули Купер в подростковой драме Fox «Одинокие сердца» (2003—2007), и Аманды в сериале The CW «Никита» (2010—2013). Также Кларк известна благодаря своей второстепенной роли госпожи Леди Хизер в «C.S.I.: Место преступления». В дополнение к этому она сыграла главные роли в нескольких телефильмах для канала Lifetime и в разные годы появилась во множестве других сериалов. В 2014 году она взяла на себя роль Трейси Лоутон Маккей в сериале TNT «Даллас», в оригинальном сериале сыгранную Бет Туссэн в 1989-90 годах.

## Личная жизнь
28 июня 1997 года она вышла замуж за Эрни Мириха, у них есть дочь Кэтрин Грейс. В 2005 году они развелись.

## Фильмография
| Год       |    | Русское название                | Оригинальное название          | Роль                   |
| --------- | -- | ------------------------------- | ------------------------------ | ---------------------- |
| 1989—1990 | с  | Дни нашей жизни                 | Days of Our Lives              | Фейт Тейлор            |
| 1993      | ф  | Возвращение живых мертвецов 3   | Return of the Living Dead III  | Джулия Уокер           |
| 1995      | ф  | Слияние двух лун 2              | Return to Two Moon Junction    | Саванна Делонгпре      |
| 1994      | с  | И да помогут нам небеса         | Heaven Help Us                 | Лекси Монро            |
| 1995      | ф  | Странное везение                | Strange Luck                   | Лола Вэйл              |
| 1996      | ф  | Скала Малхолланд                | Mulholland Falls               | девушка с сигаретами   |
| 1996      | ф  | Язык-убийца                     | La Lengua asesina              | Кэнди                  |
| 1997      | с  | Сайнфелд                        | Seinfeld                       | Алекс                  |
| 1997      | с  | Путешествия в параллельные миры | Sliders                        | Лола Вэйл              |
| 1997      | с  | Зена — королева воинов          | Xena: Warrior Princess         | Веласка                |
| 1997      | с  | Детектив Нэш Бриджес            | Nash Bridges                   | Карен Декер            |
| 1997      | тф | Солдаты удачи                   | Soldier of Fortune             | Марго Винсент          |
| 1997—1999 | с  | Солдаты удачи                   | Soldier of Fortune, Inc.       | Марго Винсент          |
| 1997      | ф  | Спаун                           | Spawn                          | Джессика Прист         |
| 2000      | с  | Детектив Нэш Бриджес            | Nash Bridges                   | Инспектор Эбби Гордон  |
| 2000      | с  | Притворщик                      | The Pretender                  | Мисс Ив                |
| 2001      | с  | Звёздный путь: Энтерпрайз       | Enterprise                     | Сарин                  |
| 2001—2011 | с  | C.S.I.: Место преступления      | CSI: Crime Scene Investigation | Леди Хезер             |
| 2002      | с  | Зачарованные                    | Charmed                        | Сирена                 |
| 2002      | с  | Любовь вдовца                   | Everwood                       | Салли Кайес            |
| 2002—2003 | с  | Восточный парк                  | The District                   | Детектив Оливия Кахилл |
| 2002      | ф  | Для убийцы.com                  | .com for Murder                | Мишель Вильямс         |
| 2002      | ф  | Семья в осаде                   | Dynamite                       | Бета                   |
| 2003      | с  | Светлячок                       | Firefly                        | Нэнди                  |
| 2003      | с  | Дрожь                           | Tremors                        | доктор Меган Флинн     |
| 2003      | мф | Аниматрица                      | The Animatrix                  | Алекс                  |
| 2003—2007 | с  | Одинокие сердца                 | The O.C.                       | Джули Купер            |
| 2005—2011 | с  | Красавцы                        | Entourage                      | Мелинда Кларк          |
| 2007—2007 | с  | Жнец                            | Reaper                         | Мими                   |
| 2007      | ф  | Она сводит меня с ума           | She Drives Me Crazy            | Блис Мичем             |
| 2008      | с  | Чак                             | Chuck                          | Саша Баначек           |
| 2008—2009 | с  | Элай Стоун                      | Eli Stone                      | Доктор Ли              |
| 2010—2013 | с  | Никита                          | Nikita                         | Аманда                 |
| 2010—2017 | с  | Дневники вампира                | The Vampire Diaries            | Келли Донован          |
| 2013      | с  | Вегас                           | Vegas                          | Лена Кавалло           |
| 2014      | с  | Даллас                          | Dallas                         | Трейси Лоутон Маккей   |
| 2016      | с  | Готэм                           | Gotham                         | Грейс Ван Даль         |